# Bujda (Rosja)
Bujda (ros. Буйда) – wieś (sieło) w Rosji, w Baszkortostanie, w rejonie uczalińskim. W 2010 liczyła 764 mieszkańców.